# ستيف تاكر
ستيف تاكر (بالإنجليزية: Robert Steve Tucker)‏ هو مجدف أمريكي، ولد في 4 مارس 1969 في موريسفيل في الولايات المتحدة.

## وصلات خارجية
- ستيف تاكر على موقع الاتحاد الدولي للتجديف (الإنجليزية)
- ستيف تاكر على موقع اللجنة الأولمبية الدولية (الإنجليزية)
- ستيف تاكر على موقع أوليمبيديا (الإنجليزية)